# Justicia serrana
Justicia serrana är en akantusväxtart som beskrevs av C. Kameyama. Justicia serrana ingår i släktet Justicia och familjen akantusväxter. Inga underarter finns listade i Catalogue of Life.